# 国民スポーツ大会バレーボール競技
国民スポーツ大会バレーボール競技は、国民スポーツ大会において開催されているバレーボール大会である。

## 概要
2011年より6人制のみで行われる。試合はノックアウト方式で行われ、順位決定戦も実施。
出場チームは成人の部は16チーム、少年の部は24チームである。各ブロックごとに予選にあたる所謂ミニ国体を開催し、勝者が本大会に出場する。各都道府県代表は強豪チームをそのまま派遣する場合と、選抜チームを編成する場合の2通りに分かれる。
2010年までは成年の部は6人制と9人制の2種目、少年の部は6人制のみで行われていた。出場チームは成年の部各10チーム、少年の部各24チーム。
なお、ビーチバレー競技については公開競技として別枠開催となる。

## 歴史
- 1946年　第1回大会。一般男子・教員男子・一般女子・高校男子・高校女子の5種別（いずれも9人制）で開催された。
- 1961年　一般男子・教員男子・一般女子に6人制を追加し8種別となる。
- 1962年　9人制を廃止。一般男子・教員男子・一般女子・高校男子・高校女子（いずれも6人制）の5種別となる。
- 1975年　種別名を、成年男子一般・成年男子教員・成年女子・少年男子・少年女子に変更。
- 1976年　成年男子教員を廃止。
- 1977年　成年男子に9人制を追加。
- 1978年　成年女子に9人制を追加。
- 1988年　成年種別が二部制となる。成人男子1部・成人男子2部・成年女子1部・成人女子2部・少年男子・少年女子（いずれも6人制）および成年男子1部・成年女子1部（いずれも9人制）の8種別。
- 1999年　成年種別二部制を廃止。
- 2011年　9人制を廃止。成年男子・成年女子・少年男子・少年女子の4種別。

## ブロック別出場枠
- 成年男子、成年女子の出場枠は次の通り。

- - 開催県　1チーム
  - 北海道　1チーム
  - 東北　　2チーム
  - 関東　　3チーム
  - 北信越　1チーム

- - 東海　　1チーム
  - 近畿　　2チーム
  - 中国　　1チーム
  - 四国　　1チーム
  - 九州　　3チーム

- 少年男子、少年女子の出場枠は次の通り。

- - 開催県　1チーム
  - 北海道　1チーム(実質予選免除)
  - 東北　　3チーム
  - 関東　　4チーム
  - 北信越　2チーム

- - 東海　　2チーム
  - 近畿　　3チーム
  - 中国　　2チーム
  - 四国　　2チーム
  - 九州　　4チーム

## 結果
特筆なき場合は都道府県選抜チーム

### 第1回－第16回
| 回 | 年度 | 開催地 | 一般男子（9人制）             | 教員男子（9人制）     | 一般女子（9人制）                   | 高校男子（9人制）         | 高校女子（9人制）       |
| -- | ---- | ------ | ----------------------------- | --------------------- | ----------------------------------- | ------------------------- | ----------------------- |
| 1  | 1946 | 西宮市 | 兵庫県 （全兵庫）             | -                     | 東京都 （中村高女クラブ）           | 広島県 （廣島二中）       | 兵庫県 （一宮女子農業） |
| 2  | 1947 | 石川   | 京都府 （オール京都）         | 福岡県 （福岡市教員） | 愛知県 （岡崎高女みくさ會）         | 鹿児島県 （鹿屋中学）     | 愛知県 （岡崎市立高女） |
| 3  | 1948 | 福岡   | 広島県 （嚶鳴クラブ）         | 福岡県 （鶴陽クラブ） | 岡山県 （入部倶楽部）               | 静岡県 （韮山高校）       | 東京都 （中村高校）     |
| 4  | 1949 | 横浜市 | 広島県 （嚶鳴クラブ）         | -                     | 北海道 （北海ドレスメーカー女学院） | 静岡県 （韮山高校）       | 東京都 （中村高校）     |
| 5  | 1950 | 愛知   | 福岡県 （八幡製鐵所）         | 福岡県 （鶴陽クラブ） | 岡山県 （倉紡萬壽）                 | 静岡県 （韮山高校）       | 愛知県 （豊橋東高校）   |
| 6  | 1951 | 広島   | 岡山県 （倉紡萬壽）           | -                     | 栃木県 （日紡足利）                 | 静岡県 （韮山高校）       | 愛知県 （豊橋東高校）   |
| 7  | 1952 | 南東北 | 福岡県 （八幡製鐵所）         | -                     | 三重県 （鐘紡四日市）               | 神奈川県 （藤沢高校）     | 愛知県 （豊橋東高校）   |
| 8  | 1953 | 四国   | 滋賀県 （東洋レーヨン九鱗会） | -                     | 三重県 （鐘紡四日市）               | 秋田県 （大館鳳鳴高校）   | 埼玉県 （久喜高校）     |
| 9  | 1954 | 北海道 | 東京都 （慶應義塾大学）       | -                     | 三重県 （鐘紡四日市）               | 神奈川県 （藤沢高校）     | 東京都 （中村高校）     |
| 10 | 1955 | 神奈川 | 福岡県 （住友金属小倉）       | 福岡県 （鶴陽クラブ） | 大阪府 （大日本紡績貝塚）           | 兵庫県 （琴ヶ丘高校）     | 東京都 （中村高校）     |
| 11 | 1956 | 兵庫   | 福岡県 （住友金属小倉）       | 福岡県 （鶴陽クラブ） | 岡山県 （倉紡倉敷）                 | 神奈川県 （藤沢高校）     | 東京都 （中村高校）     |
| 12 | 1957 | 静岡   | 福岡県 （住友金属）           | 東京都 （世田谷教員） | 大阪府 （大日本紡績貝塚）           | 神奈川県 （藤沢高校）     | 大阪府 （四天王寺高校） |
| 13 | 1958 | 富山   | 滋賀県 （東洋レーヨン九鱗会） | 石川県 （金沢教員）   | 大阪府 （大日本紡績貝塚）           | 神奈川県 （藤沢高校）     | 大阪府 （四天王寺高校） |
| 14 | 1959 | 東京   | 福岡県 （八幡製鉄）           | 福岡県 （福岡市教員） | 岡山県 （倉紡倉敷）                 | 広島県 （崇徳高校）       | 東京都 （中村高校）     |
| 15 | 1960 | 熊本   | 滋賀県 （東洋レーヨン九鱗会） | 広島県 （広島市教員） | 静岡県 （日清紡島田）               | 熊本県 （熊本工業高校）   | 愛知県 （豊橋東高校）   |
| 16 | 1961 | 秋田   | 滋賀県 （東洋レーヨン九鱗会） | 北海道 （旭川市教員） | 岡山県 （倉紡倉敷）                 | 神奈川県 （藤沢商業高校） | 大阪府 （四天王寺高校） |

### 第16回－第31回
| 回 | 年度 | 開催地 | 一般男子（6人制）             | 教員男子（6人制）           | 一般女子（6人制）       | 高校男子（6人制）           | 高校女子（6人制）           |
| -- | ---- | ------ | ----------------------------- | --------------------------- | ----------------------- | --------------------------- | --------------------------- |
| 16 | 1961 | 秋田   | 滋賀県 （東洋レーヨン九鱗会） | 広島県 （広島市教員団）     | 東京都 （ヤシカ本社）   | -                           | -                           |
| 17 | 1962 | 岡山   | 神奈川県 （日本鋼管）         | 広島県 （広島教員）         | 岡山県 （倉紡倉敷）     | 兵庫県 （姫路南高校）       | 大阪府 （四天王寺高校）     |
| 18 | 1963 | 山口   | 神奈川県 （日本鋼管）         | 新潟県 （新潟県教員クラブ） | 岡山県 （倉紡倉敷）     | 神奈川県 （藤沢高校）       | 大阪府 （四天王寺高校）     |
| 19 | 1964 | 新潟   | 大阪府 （松下電器）           | 新潟県 （新潟教員）         | 岡山県 （倉紡倉敷）     | 東京都 （中央大学附属高校） | 愛媛県 （今治明徳高）       |
| 20 | 1965 | 岐阜   | 神奈川県 （日本鋼管）         | 岐阜県 （岐阜教員）         | 東京都 （フジクラブ）   | 東京都 （中央大学附属高校） | 大阪府 （四天王寺高校）     |
| 21 | 1966 | 大分   | 大阪府 （松下電器）           | 大分県 （大分教員）         | 東京都 （フジクラブ）   | 東京都 （中央大学附属高校） | 大阪府 （四天王寺高校）     |
| 22 | 1967 | 埼玉   | 福岡県 （住友金属）           | 埼玉県 （埼玉教員）         | 岡山県 （倉紡倉敷）     | 東京都 （中央大学附属高校） | 愛知県 （豊橋東高校）       |
| 23 | 1968 | 福井   | 大阪府 （松下電器）           | 長崎県 （長崎教員）         | 岡山県 （倉紡倉敷）     | 広島県 （崇徳高校）         | 大阪府 （四天王寺高校）     |
| 24 | 1969 | 長崎   | 大阪府 （松下電器）           | 長崎県 （長崎教員）         | 大阪府 （東洋紡守口）   | 広島県 （崇徳高校）         | 大阪府 （四天王寺高校）     |
| 25 | 1970 | 岩手   | 大阪府 （松下電器）           | 岐阜県 （岐阜教員）         | 大阪府 （東洋紡守口）   | 東京都 （中央大学附属高校） | 鹿児島県 （鹿児島照国高校） |
| 26 | 1971 | 和歌山 | 大阪府 （松下電器）           | 和歌山県 （和歌山教員）     | 大阪府 （ユニチカ貝塚） | 大阪府 （大商大附属高）     | 岩手県 （高田高校）         |
| 27 | 1972 | 鹿児島 | 神奈川県 （日本鋼管）         | 千葉県 （千葉教員）         | 大阪府 （ユニチカ貝塚） | 大阪府 （大商大附属高）     | 東京都 （中村高校）         |
| 特 | 1973 | 沖縄   | -                             | 和歌山県 （和歌山教員）     | -                       | 山形県 （日大山形高校）     | 大分県 （臼杵高校）         |
| 28 | 1973 | 千葉   | 岡山県 （旭化成旭陽会）       | 千葉県 （千葉教員）         | 大阪府 （ユニチカ貝塚） | 大阪府 （大商大附属高）     | 東京都 （八王子実践）       |
| 29 | 1974 | 茨城   | 神奈川県 （富士フイルム）     | 茨城県 （茨城教員）         | 三重県 （鐘紡）         | 北海道 （東海大四高）       | 福岡県 （博多女子商）       |

| 回 | 年度 | 開催地 | 成年男子一般（6人制） | 成年男子教員（6人制） | 成年女子（6人制）       | 少年男子（6人制）   | 少年女子（6人制）       |
| -- | ---- | ------ | --------------------- | --------------------- | ----------------------- | ------------------- | ----------------------- |
| 30 | 1975 | 三重   | 大阪府 （新日本製鐵） | 大阪府 （大阪教員）   | 大阪府 （ユニチカ貝塚） | 広島県 （崇徳高校） | 大阪府 （四天王寺高校） |

| 回 | 年度 | 開催地 | 成年男子一般（9人制） | 成年女子（9人制）   | 少年男子（6人制）   | 少年女子（6人制）   |
| -- | ---- | ------ | --------------------- | ------------------- | ------------------- | ------------------- |
| 31 | 1976 | 佐賀   | 東京都 （岩崎通信機） | 佐賀県 （久光製薬） | 広島県 （崇徳高校） | 京都府 （成安女子） |

### 第32回－第42回
| 回 | 年度 | 開催地 | 成年男子                  | 成年男子                  | 成年女子            | 成年女子                  | 少年男子                  | 少年女子                    |
| 回 | 年度 | 開催地 | 6人制                     | 9人制                     | 6人制               | 9人制                     | 6人制                     | 6人制                       |
| -- | ---- | ------ | ------------------------- | ------------------------- | ------------------- | ------------------------- | ------------------------- | --------------------------- |
| 32 | 1977 | 青森   | 福岡県 （住友金属）       | 茨城県 （茨城教員）       | 三重県 （カネボウ） | -                         | 青森県 （弘前工業高校）   | 大阪府 （泉州高校）         |
| 33 | 1978 | 長野   | 神奈川県 （富士フイルム） | 岐阜県 （岐阜教員）       | 三重県 （カネボウ） | 宮崎県 （宮崎マツダ）     | 山口県 （宇部商業高校）   | 栃木県 （宇都宮女子商高校） |
| 34 | 1979 | 宮崎   | 広島県 （専売広島）       | 岐阜県 （岐阜教員）       | 三重県 （カネボウ） | 宮崎県 （宮崎マツダ）     | 神奈川県 （藤沢商業高校） | 宮城県 （古川商業高校）     |
| 35 | 1980 | 栃木   | 大阪府 （新日本製鐵）     | 栃木県 （佐野排球会）     | 佐賀県 （久光製薬） | 神奈川県 （富士電機川崎） | 大阪府 （大商大付高校）   | 京都府 （成安女子高校）     |
| 36 | 1981 | 滋賀   | 広島県 （専売広島）       | 岡山県 （電電岡山）       | 三重県 （カネボウ） | 滋賀県 （日清紡能登川）   | 大阪府 （大阪選抜）       | 栃木県 （宇都宮女子商高校） |
| 37 | 1982 | 島根   | 神奈川県 （富士フイルム） | 長野県 （オリンパス長野） | 三重県 （カネボウ） | 福岡県 （西日本相互銀行） | 東京都 （東洋高校）       | 東京都 （全東京）           |
| 38 | 1983 | 群馬   | 福岡県 （住友金属）       | 群馬県 （群馬教員クラブ） | 佐賀県 （久光製薬） | 群馬県 （群馬銀行）       | 青森県 （青森選抜）       | 兵庫県 （氷上農業高校）     |
| 39 | 1984 | 奈良   | 福岡県 （住友金属）       | 福岡県 （専売九州）       | 大阪府 （東洋紡）   | 福岡県 （西日本銀行）     | 神奈川県 （法政二高校）   | 宮城県 （古川商業高校）     |
| 40 | 1985 | 鳥取   | 大阪府 （松下電器）       | 山形県 （山形クラブ）     | 大阪府 （ダイエー） | 群馬県 （群馬銀行）       | 神奈川県 （法政二高校）   | 東京都 （全東京）           |
| 41 | 1986 | 山梨   | 三重県 （コスモ石油）     | 山梨県 （山梨クラブ）     | 佐賀県 （久光製薬） | 山梨県 （山梨中央銀行）   | 東京都 （東亜学園高校）   | 兵庫県 （氷上高）           |
| 42 | 1987 | 沖縄   | 東京都 （日本電気）       | 沖縄県 （沖縄銀行）       | 大阪府 （ダイエー） | 沖縄県 （琉球銀行）       | 北海道 （東海大四高校）   | 大分県 （扇城高校）         |

### 第43回－第53回
| 回 | 年度 | 開催地    | 成年男子1部               | 成年男子1部         | 成年男子2部           | 成年女子1部                 | 成年女子1部                 | 成年女子2部               | 少年男子                | 少年女子                    |
| 回 | 年度 | 開催地    | 6人制                     | 9人制               | 9人制                 | 6人制                       | 9人制                       | 9人制                     | 6人制                   | 6人制                       |
| -- | ---- | --------- | ------------------------- | ------------------- | --------------------- | --------------------------- | --------------------------- | ------------------------- | ----------------------- | --------------------------- |
| 43 | 1988 | 京都      | 兵庫県 （神戸製鋼）       | 京都府              | 京都府 （全京都男子） | 大阪府 （ダイエー）         | 島根県 （日立金属安来）     | 神奈川県                  | 神奈川県                | 兵庫県 （氷上高校）         |
| 44 | 1989 | 北海道    | 静岡県 （東レ九鱗会）     | 兵庫県 （三菱電機） | 大阪府 （大阪）       | 佐賀県 （久光製薬）         | 山梨県 （山梨中央銀行）     | 埼玉県                    | 福岡県                  | 埼玉県                      |
| 45 | 1990 | 福岡      | 神奈川県 （富士フイルム） | 兵庫県 （富士通）   | 福岡県 （福岡）       | 大阪府 （ユニチカ）         | 群馬県 （群馬銀行）         | 福岡県 （福岡）           | 広島県 （広島ジュニア） | 東京都 （全東京）           |
| 46 | 1991 | 石川      | 神奈川県 （富士フイルム） | 兵庫県 （富士通）   | 広島県                | 埼玉県 （イトーヨーカドー） | 群馬県 （群馬銀行）         | 福岡 （福岡）             | 京都府 （全京都）       | 大阪府                      |
| 47 | 1992 | 山形      | 神奈川県 （富士フイルム） | 兵庫県 （富士通）   | 神奈川県              | 東京都 （日立）             | 福岡県 （西日本銀行）       | 兵庫県 （のじぎく）       | 宮城県 （宮城選抜）     | 大分県 （扇城高校）         |
| 48 | 1993 | 香川 徳島 | 神奈川県 （富士フイルム） | 岡山県              | 香川県 （香川旧友会） | 埼玉県 （イトーヨーカドー） | 群馬県 （群馬銀行）         | 神奈川県 （神奈川）       | 神奈川県 （釜利谷高校） | 栃木県 （國學院栃木高校）   |
| 49 | 1994 | 愛知      | 神奈川県 （富士フイルム） | 兵庫県 （富士通）   | 岡山県                | 愛知県 （日本電装）         | 群馬県 （群馬銀行）         | 愛知県                    | 福岡県                  | 長崎県 （九州文化学園高校） |
| 50 | 1995 | 福島      | 福岡県 （住友金属）       | 兵庫県 （富士通）   | 神奈川県              | 埼玉県 （イトーヨーカドー） | 群馬県 （群馬銀行）         | 福島県 （ニットークラブ） | 神奈川県                | 岡山県（就実高校）          |
| 51 | 1996 | 広島      | 神奈川県 （富士フイルム） | 兵庫県 （富士通）   | 広島県 （広島倶楽部） | 大阪府                      | 広島県 （マツダ）           | 千葉県                    | 大阪府                  | 大分県                      |
| 52 | 1997 | 大阪      | 大阪府                    | 大阪府 （住友電工） | 大阪府                | 神奈川県 （東芝）           | 群馬県 （群馬銀行）         | 大阪府                    | 大阪府                  | 大阪府                      |
| 53 | 1998 | 神奈川    | 神奈川県 （富士フイルム） | 大阪府 （住友電工） | 神奈川県              | 神奈川県 （東芝）           | 神奈川県 （神奈川中央交通） | 神奈川県                  | 埼玉県                  | 石川県                      |

### 第54回－第65回
| 回 | 年度 | 開催地 | 成年男子              | 成年男子                | 成年女子                | 成年女子                        | 少年   | 少年                      |
| 回 | 年度 | 開催地 | 6人制                 | 9人制                   | 6人制                   | 9人制                           | 男子   | 女子                      |
| -- | ---- | ------ | --------------------- | ----------------------- | ----------------------- | ------------------------------- | ------ | ------------------------- |
| 54 | 1999 | 熊本   | 東京都 (NEC)          | 兵庫県 (富士通)         | 熊本県                  | 群馬県 (群馬銀行)               | 埼玉県 | 宮城県                    |
| 55 | 2000 | 富山   | 静岡県 (東レ)         | 富山県 (北陸電力)       | 東京都 (日立)           | 群馬県 (群馬銀行)               | 長野県 | 山口県                    |
| 56 | 2001 | 宮城   | 広島県 (JT)           | 宮城県 (東北リコー)     | 山形県 (パイオニア)     | 群馬県 (群馬銀行)               | 埼玉県 | 長崎県                    |
| 57 | 2002 | 高知   | 広島県 (JT)           | 宮城県 (東北リコー)     | 岡山県 (岡山シーガルズ) | 群馬県 (群馬銀行)               | 長野県 | 東京都                    |
| 58 | 2003 | 静岡   | 大阪府 (サントリー)   | 宮城県 (東北リコー)     | 岡山県 (岡山シーガルズ) | 群馬県 (群馬銀行)               | 長野県 | 京都府                    |
| 59 | 2004 | 埼玉   | 広島県 (JT)           | 沖縄県 (中部徳洲会病院) | 岡山県 (岡山シーガルズ) | 埼玉県 (パイオニア所沢)         | 埼玉県 | 長崎県 (九州文化学園高校) |
| 60 | 2005 | 岡山   | 広島県 (JT)           | 岡山県                  | 岡山県 (岡山シーガルズ) | 大阪府 (松下電池工業)           | 広島県 | 長崎県 (九州文化学園高校) |
| 61 | 2006 | 兵庫   | 大阪府 (サントリー)   | 兵庫県 (富士通)         | 岡山県 (岡山シーガルズ) | 兵庫県 (富士通テン)             | 長野県 | 長崎県 (九州文化学園高校) |
| 62 | 2007 | 秋田   | 広島県 (JT)           | 沖縄県 (中部徳洲会病院) | 滋賀県 (東レ)           | 秋田県 (TDK)                    | 福岡県 | 京都府 (京都橘高校)       |
| 63 | 2008 | 大分   | 大分県 (大分三好)     | 沖縄県 (中部徳洲会病院) | 岡山県 (岡山シーガルズ) | 大分県 (佐伯長陽会I･O)          | 愛知県 | 山口県 (誠英高校)         |
| 64 | 2009 | 新潟   | 愛知県 (ジェイテクト) | 宮城県 (東北リコー)     | 岡山県 (岡山シーガルズ) | 佐賀県 (佐賀エレクトロニックス) | 千葉県 | 大分県 (東九州龍谷高校)   |
| 65 | 2010 | 千葉   | 広島県 (JT)           | 大阪府 (住友電工)       | 岡山県 (岡山シーガルズ) | 兵庫県 (富士通テン)             | 福岡県 | 宮城県 (古川学園高校)     |

### 第66回－
| 回 | 年度 | 開催地 | 成年男子                                                                 | 成年女子                                                                 | 少年男子                                                                 | 少年女子                                                                 |
| -- | ---- | ------ | ------------------------------------------------------------------------ | ------------------------------------------------------------------------ | ------------------------------------------------------------------------ | ------------------------------------------------------------------------ |
| 66 | 2011 | 山口   | 東京都 (FC東京)                                                          | 滋賀県 (東レ)                                                            | 山口県 (宇部商業高校)                                                    | 山口県 (誠英高校)                                                        |
| 67 | 2012 | 岐阜   | 愛知県 (豊田合成)                                                        | 佐賀県 (久光製薬)                                                        | 愛知県                                                                   | 長崎県 (九州文化学園高校)                                                |
| 68 | 2013 | 東京   | 愛知県 (豊田合成)                                                        | 山形県 (パイオニア)                                                      | 愛知県 (星城高校)                                                        | 東京都                                                                   |
| 69 | 2014 | 長崎   | 長崎県                                                                   | 岡山県 (岡山シーガルズ)                                                  | 福岡県                                                                   | 大阪府 (金蘭会高校)                                                      |
| 70 | 2015 | 和歌山 | 静岡県 (東レ)                                                            | 岡山県 (岡山シーガルズ)                                                  | 福岡県                                                                   | 長崎県 (九州文化学園高校)                                                |
| 71 | 2016 | 岩手   | 広島県 (JT)                                                              | 埼玉県 (上尾メディックス)                                                | 東京都                                                                   | 大阪府 (金蘭会高校)                                                      |
| 72 | 2017 | 愛媛   | 東京都 (FC東京)                                                          | 佐賀県 (久光製薬)                                                        | 東京都                                                                   | 大阪府                                                                   |
| 73 | 2018 | 福井   | 広島県 (JT)                                                              | 佐賀県 (久光製薬)                                                        | 京都府                                                                   | 東京都 （下北沢成徳高校）                                                |
| 74 | 2019 | 茨城   | 静岡県                                                                   | 滋賀県 (東レアローズ)                                                    | 京都府                                                                   | 東京都 （下北沢成徳高校）                                                |
| 75 | 2020 | 鹿児島 | 新型コロナウイルス感染拡大の影響を受けて中止、2023年に特別大会として開催 | 新型コロナウイルス感染拡大の影響を受けて中止、2023年に特別大会として開催 | 新型コロナウイルス感染拡大の影響を受けて中止、2023年に特別大会として開催 | 新型コロナウイルス感染拡大の影響を受けて中止、2023年に特別大会として開催 |
| 76 | 2021 | 三重   | 新型コロナウイルス感染拡大の影響を受けて中止                             | 新型コロナウイルス感染拡大の影響を受けて中止                             | 新型コロナウイルス感染拡大の影響を受けて中止                             | 新型コロナウイルス感染拡大の影響を受けて中止                             |
| 77 | 2022 | 栃木   | 茨城県 (筑波大学)                                                        | 石川県 (選抜)                                                            | 熊本県 (鎮西)                                                            | 宮城県 (古川学園)                                                        |
| 特 | 2023 | 鹿児島 | 広島県 （JTサンダーズ広島）                                              | 佐賀県 （久光スプリングス）                                              | 山口県 （高川学園高等学校）                                              | 東京都 （下北沢成徳高等学校）                                            |
| 78 | 2024 | 佐賀   | 埼玉県 （埼玉アザレア）                                                  | 佐賀県 （SAGA久光スプリングス）                                          | 東京都 （選抜）                                                          | 岡山県 （就実高等学校）                                                  |

## 参考資料
- 第64回国民体育大会バレーボール競技会 公式プログラム
- 日本体育協会アーカイブス